# Голиков, Григорий Иванович
Григорий Иванович Голиков (2 февраля 1914, Новое Грязное, Тамбовская губерния — 1993, Киев) — полковник Советской Армии, участник Великой Отечественной войн, Герой Советского Союза (1944).

## Биография
Григорий Голиков родился 2 февраля 1914 года в селе Новое Грязное (ныне Сосновского района Тамбовской области) в крестьянской семье. Окончил сельскую школу. В 1930—1941 годах работал на заводе «Красный кирпичник» в Слуцком районе Ленинградской области, прошёл путь от землекопа до начальника электроцеха. Окончил пять курсов Ленинградского заочного института металлопромышленности. 28 июня 1941 года Голиков был призван на службу в Рабоче-крестьянскую Красную Армию Слуцким районным военным комиссариатом. С июля того же года — на фронтах Великой Отечественной войны. Принимал участие в боях на Ленинградском, Волховском, 1-м Украинском фронтах. В 1942 году окончил курсы младших лейтенантов. Участвовал в обороне Ленинграда, Белгородско-Харьковской операции, боях на Букринском плацдарме в ходе битвы за Днепр, освобождении Киева, Корсунь-Шевченковской, Уманско-Ботошанской операциях, форсировании Днестра. К марту 1944 года старший лейтенант Григорий Голиков был старшим адъютантом 2-го стрелкового батальона 86-го стрелкового полка 180-й стрелковой дивизии 33-го стрелкового корпуса 27-й армии 2-го Украинского фронта. Отличился во время освобождения Украинской ССР.
7 марта 1944 года в ходе боёв за село Полковничье Маньковского района Черкасской области батальон встретил ожесточённое сопротивление противника при поддержке большого количества танков и САУ. Когда командир батальона получил тяжёлое ранение, Голиков принял командование подразделением на себя и организовал успешное отражение вражеских контратак. Во время боёв за село Оситная Новомиргородского района Кировоградской области батальон Голикова отбил две мощные контратаки противника. В ночь с 12 на 13 марта батальон переправился через Южный Буг без потерь в личном составе и матчасти. В ночь с 17 на 18 марта он одним из первых переправился через Днестр в районе Могилёв-Подольского, захватил плацдарм на западном берегу реки и обеспечил переправу всего полка.
Указом Президиума Верховного Совета СССР от 13 сентября 1944 года за «образцовое выполнение боевых заданий командования на фронте борьбы с немецкими захватчиками и проявленные при этом мужество и героизм» старший лейтенант Григорий Голиков был удостоен высокого звания Героя Советского Союза с вручением ордена Ленина и медали «Золотая Звезда» за номером 4387.
Участвовал в освобождении Румынии и Венгрии. За время войны Голиков три раза был ранен и контужен. В 1945 году он окончил курсы усовершенствования офицерского состава, в 1946 году — Киевский политехнический институт. В 1954—1970 годах Голиков был старшим преподавателем Киевского высшего военного авиационного инженерного училища. В 1970 году в звании полковника он был уволен в запас. Был доцентом Киевского политехнического института. Проживал в Киеве. Скончался в 1993 году, похоронен на Лукьяновском военном кладбище.
Кандидат технических наук. Был также награждён орденами Отечественной войны 1-й и 2-й степеней, двумя орденами Красной Звезды, а также рядом медалей.